# John Harrison (uitvinder)

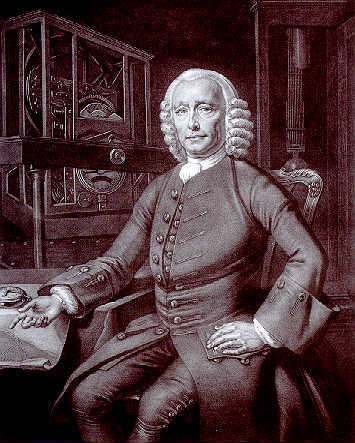
John Harrison met zijn H3-klok (links) en zijn slingerklok uit 1726 (rechts). P. L. Tassaert, 1768 naar een olieschildering van Thomas King uit 1767.

John Harrison (verm. Foulby, 24 maart 1693 - Londen, 24 maart 1776) is de uitvinder van de chronometer, het eerste instrument dat ook op zee altijd de juiste tijd aangaf.
Harrison werd vermoedelijk geboren in of nabij Foulby bij Wakefield, (Yorkshire). Bekend is dat hij op 31 maart 1693 in Foulby gedoopt werd.

## Chronometer
In het begin van de 18e eeuw was er grote behoefte aan een methode waarmee op volle zee de juiste lengtegraad bepaald kon worden (de breedtegraad kon al bepaald worden met bijvoorbeeld een sextant). Het Engelse parlement had een beloning van 20.000 pond uitgeloofd aan diegene die als eerste een betrouwbare methode zou vinden.
Toen Harrison 21 was, hoorde hij van deze beloning. Harrison, die vanaf zijn jeugd al gefascineerd was door klokken, beredeneerde dat de juiste lengtegraad afgeleid kon worden van het tijdsverschil tussen de lokale tijd (die bijvoorbeeld aan de stand van de zon bepaald kan worden) en de tijd op een referentiepunt (het Koninklijk Observatorium van Greenwich). Hij trachtte daarom een klok te maken die, onafhankelijk van omgevingscondities (onder andere temperatuur, luchtvochtigheid en slingerbewegingen van het schip), altijd de goede tijd aan zou geven. Na drie voor die tijd al zeer accurate klokken, die echter te groot, te duur of te zwaar waren, voldeed zijn vierde klok aan de eisen. Hij kreeg het prijzengeld uiteindelijk in 1773, drie jaar voor zijn dood. In 1749 kreeg hij al de Copley Medal.
De uitvindingen van Harrison zijn vandaag de dag nog steeds van groot belang. Hij wordt ook wel de vader van de moderne navigatie genoemd.